# استینگر (کوکتل)
استینگر یک کوکتل دوتایی است که با افزودن کرم د منته سفید به کنیاکگ درست می‌شود.  منشا این کوکتل را می توان در دهه ۱۸۹۰ در ایالات متحده جستجو کرد، این نوشیدنی تا دهه ۱۹۷۰ به طور گسترده در آمریکا محبوب بود. این کوکتل به عنوان نوشیدنی برای طبقه مرفه جامعه دیده می شد و تأثیر فرهنگی تا حدودی گسترده ای داشته است.
استینگر در ابتدا به عنوان یک کوکتل (نوشیدنی که قبل از شام سرو می شود) دیده نمی شد، بلکه بیشتر به عنوان یک هضم کننده غذا (نوشیدنی بعد از شام) دیده می شد.
استینگر یک نوشیدنی محبوب در دوران ممنوعیت الکل در ایالات متحده بود، زیرا کرم دمنته می‌توانست طعم کنیاک های کیفیت پایین را که در آن زمان موجود بود، بپوشاند.  استینگر در اواخر دهه ۱۹۷۰ محبوبیت خود را نزد آمریکایی ها از دست داد, و در اوایل قرن بیست و یکم کوکتل شناخته شده ای نبود.

## تاریخ پیدایش
استینگر در حدود سال ۱۸۹۰ برای اولین بار درست شد. این کوکتل ممکن است از The Judge الهام گرفته شده باشد، یک کوکتل ساخته شده با کنیاک، کرم دمنته، و شربت ساده که در کتاب کوکتل ویلیام اشمیت در سال ۱۸۹۲ به نام کاسه روان یافت می شود.
این نوشیدنی بلافاصله در شهر نیویورک محبوب شد و به سرعت به عنوان یک نوشیدنی "جامعه مرفعه" شناخته شد (به دلیل کران بودن کنیاک و لیکور نعناع این نوشیدنی بیشتر بین افراد ثروتمند رواج داشت.